# Ernst von Edlmann
Ernst Friedrich Edlmann (auch: Ernst Ritter von Edlmann oder Ernest Friedrich Edlmann * 17. Juni (oder 19. Juni laut Taufeintrag) 1831 in Klagenfurt; † 24. November 1916 ebenda) war ein österreichischer Agronom, Jurist und Abgeordneter zum Österreichischen Abgeordnetenhaus.

## Leben
Ernst Edlmann war Sohn von Friedrich Ritter von Edlmann († 1880), einem Advokaten und Gutsbesitzer. Nach dem Studium der Rechtswissenschaften an den Universitäten Wien, Innsbruck und Graz promovierte er im Jahr 1853 zum Dr. iur. in Wien. Er war Besitzer des Guts Pichlern/Gorice-Marienhof in der Gemeinde Hörtendorf, heute zu Klagenfurt gehörig. Ab 1880 gehörte ihm auch das Gut Saager/Zagorje in der Gemeinde Mieger/Medgorje, heute zur Gemeinde Ebenthal in Kärnten gehörig. Ab 1867 war er Vizepräsident der Landwirtschaftsgesellschaft für Kärnten, zwischen 1871 und 1899 Präsident derselben.
Er war römisch-katholisch und seit 1855 verheiratet mit Friederike von Reyer († 1858), mit welcher er eine Tochter hatte, die allerdings früh verstarb. Im Jahr 1881 heiratete er Marie Rauscher, die 1896 verstarb.

## Politische Funktionen
- 1867–1881: Abgeordneter zum Kärntner Landtag (2., 3., 4. und 5. Wahlperiode), Wahlklasse Großgrundbesitzer, er verzichtete auf sein Mandat in der Sitzung am 24. September 1881
- 15. September 1870 bis 10. August 1871: Abgeordneter des Abgeordnetenhauses im Reichsrat (III. Legislaturperiode), Kronland Kärnten, Kurie Großgrundbesitz
- 9. Oktober 1877 bis 22. Mai 1879: Abgeordneter des Abgeordnetenhauses im Reichsrat (V. Legislaturperiode), Kronland Kärnten, Kurie Landgemeinden 1, Region Klagenfurt, Feldkirchen, Völkermarkt, Kappel, Bleiburg, Eberndorf
- 7. Oktober 1879 bis 10. November 1880: Abgeordneter des Abgeordnetenhauses im Reichsrat (VI. Legislaturperiode), Kronland Kärnten, Kurie Großgrundbesitz, zurückgetreten

## Klubmitgliedschaften
Ernst Edlmann war ab 1879 Mitglied im Klub der Liberalen, ab dem 14. Januar 1880 fraktionslos.